# Чирики и Чикотела
«Чирики и Чикотела» — художественный фильм, Грузия-фильм, 1975, комедия.

## Сюжет
По одноимённому произведению Георгия Леонидзе.

## В ролях
- Бадри Бегалишвили
- Рамаз Чхиквадзе
- Нино Долидзе
- Джемал Гаганидзе
- Нодар Пиранишвили
- Зозо Бакрадзе
- Гела Гониашвили
- Марина Тбилели
- Лейла Дзиграшвили